# Liste der Kulturdenkmale in Bockwa
Die Liste der Kulturdenkmale in Bockwa enthält die in der amtlichen Denkmalliste des Landesamtes für Denkmalpflege Sachsen ausgewiesenen Kulturdenkmale im Zwickauer Ortsteil Bockwa.

## Legende
- Bild: Bild des Kulturdenkmals, ggf. zusätzlich mit einem Link zu weiteren Fotos des Kulturdenkmals im Medienarchiv Wikimedia Commons. Wenn man auf das Kamerasymbol klickt, können Fotos zu Kulturdenkmalen aus dieser Liste hochgeladen werden:
- Bezeichnung: Denkmalgeschützte Objekte und ggf. Bauwerksname des Kulturdenkmals
- Lage: Straßenname und Hausnummer oder Flurstücknummer des Kulturdenkmals. Die Grundsortierung der Liste erfolgt nach dieser Adresse. Der Link (Karte) führt zu verschiedenen Kartendiensten mit der Position des Kulturdenkmals. Fehlt dieser Link, wurden die Koordinaten noch nicht eingetragen. Sind diese bekannt, können sie über ein Tool mit einer Kartenansicht einfach nachgetragen werden. In dieser Kartenansicht sind Kulturdenkmale ohne Koordinaten mit einem roten bzw. orangen Marker dargestellt und können durch Verschieben auf die richtige Position in der Karte mit Koordinaten versehen werden. Kulturdenkmale ohne Bild sind an einem blauen bzw. roten Marker erkennbar.
- Datierung: Baubeginn, Fertigstellung, Datum der Erstnennung oder grobe zeitliche Einordnung entsprechend des Eintrags in der sächsischen Denkmaldatenbank
- Beschreibung: Kurzcharakteristik des Kulturdenkmals entsprechend des Eintrags in der sächsischen Denkmaldatenbank, ggf. ergänzt durch die dort nur selten veröffentlichten Erfassungstexte oder zusätzliche Informationen
- ID: Vom Landesamt für Denkmalpflege Sachsen vergebene, das Kulturdenkmal eindeutig identifizierende Objekt-Nummer. Der Link führt zum PDF-Denkmaldokument des Landesamtes für Denkmalpflege Sachsen. Bei ehemaligen Kulturdenkmalen können die Objektnummern unbekannt sein und deshalb fehlen bzw. die Links von aus der Datenbank entfernten Objektnummern ins Leere führen. Ein ggf. vorhandenes Icon  führt zu den Angaben des Kulturdenkmals bei Wikidata.

## Bockwa
| Bild                                    | Bezeichnung | Lage                          | Datierung                                                    | Beschreibung | ID       |
| --------------------------------------- | --- | ----------------------------- | ------------------------------------------------------------ | --- | -------- |
| Weitere Bilder                          | Bahndamm der ehemaligen fiskalischen Bockwaer Kohlebahn | Behringstraße (Karte)         | 1854                                                         | Eines der wenigen Zeugnisse des Steinkohlenbergbaus im Bockwaer Gebiet, von geschichtlicher Bedeutung. Bahndamm ohne Gleise, keine weiteren Anlagen erhalten, Betriebszeit 1854–1948, 1865 waren 58 Ladestellen an die Bahn angeschlossen, die zu 32 kleineren Schachtanlagen gehörten, 1875 waren 82 Haupt- und Zweiggleise mit einer Länge von 18,24 km in Betrieb: Die Bockwaer Kohlebahn bildete linksseitig der Zwickauer Mulde die Basis zum Ausbau des Bahnnetzes nach Schwarzenberg. | 09231688 |
|                                         | Ehemaliges Steigerwohnhaus, heute Wohnhaus | Behringstraße 2 (Karte)       | 1893                                                         | Baulich überformter Putzbau von geschichtlicher Bedeutung. Eingeschossig, rechteckiger Grundriss, Erdgeschoss massiv mit neuem Putz und verschiedenen Anbauten, aber Grundbaukörper des alten Steigerhauses noch vorhanden, Satteldach. | 09231394 |
|                                         | Beamtenwohnhaus, heute Wohnhaus sowie Reste Schachtmauer des ehemaligen Wasserhaltungsschachtes der Bockwaer Wasserhaltungsgesellenschaft | Behringstraße 3 (Karte)       | 1895                                                         | Ortsgeschichtlich bedeutsame Fragmente einer Bergbauanlage in relativ gutem Originalzustand. Wohnhaus: eingeschossig, drei mal zwei Achsen, Klinkerbau, Kranzgesims aus Klinker, Fries, Satteldach, nachträgliche Schleppgaube, schlichter Bau, zeittypisch, zur Anlage gehörend, dazu die Bruchsteinmauerreste sowohl des Wasserhaltungsschachtes als auch der ehemaligen Esse, der Schacht wurde 1890–1892 geteuft, die Teufe war 182 m tief, 1966 verfüllt, Schornsteinstumpf 2007 abgebrochen laut UDSB. | 09231395 |
| Direkt Bild zu diesem Denkmal hochladen | Wohnhaus, ursprünglich zur Bergbauanlage gehörend | Behringstraße 5 (Karte)       | 1887                                                         | Fachwerkbau mit Ziegelausfachung von geschichtlichem Wert. Eingeschossig mit Drempel, Fachwerk mit Ziegelausfachung, Fenster und Türen verändert, Satteldach, Dacherker einachsig, ebenfalls mit Satteldach, das Gebäude gehörte sowohl zum Schacht I des Michael Drescher Steinkohlenwerkes, der 1841 geteuft wurde und 25 m tief ist als auch zum Fritzscheschacht II, der 1842 geteuft wurde, die Teufe liegt auf 170 m, beides wurde 1897 stillgelegt, das Wohnhaus ist vermutlich zeitgleich um 1840/50 entstanden. | 09231396 |
| Direkt Bild zu diesem Denkmal hochladen | Ehemaliges Wohnstallhaus eines heute nicht mehr erhaltenen Bauernhofes | Bockwaer Weg 1 (Karte)        | um 1800                                                      | Fachwerkgebäude von stadtentwicklungsgeschichtlichem, sozialgeschichtlichem und baugeschichtlichem Wert. Zweigeschossiges Gebäude, Erdgeschoss massiv, vermutlich unterfahren, Fachwerk-Obergeschoss, einfaches Ständerfachwerk mit wenigen Streben, teilweise verbrettert, Fensteröffnungen sowohl im Erdgeschoss als auch im Obergeschoss teilweise erweitert, Satteldach, im Inneren guter Originalzustand, DG unverändert erhalten, dieses Gebäude gehört zu den wenigen noch erhaltenen ländlichen Bauten des ehemaligen Dorfes Bockwa und hat daher für die Stadtentwicklungsgeschichte einen hohen Aussagewert. | 09231101 |
| Direkt Bild zu diesem Denkmal hochladen | Pfarrhaus der Matthäuskirche | Bockwaer Weg 5 (Karte)        | 1864                                                         | Neogotischer Putzbau in gutem Originalzustand von stadtentwicklungsgeschichtlichem und städtebaulichem Wert. Zweigeschossiger Putzbau, fünf mal zwei Fensterachsen, Glattputz, relativ ungegliederte Fassade, Fensterbankgesims im 1. Obergeschoss, Hauseingang ursprünglich in der Mitte der Traufseite, dort heute zugesetzt und zu großem Fenster überformt, einfache Sandsteingewände leicht profiliert, über den Fenstern im Erdgeschoss Überschlaggesims aus rotem Klinker dazu kleiner Diamantquader, ebenfalls roter Klinker, Kranzgesims und Fries aus roten Klinkern, Satteldach. | 09231205 |
| Direkt Bild zu diesem Denkmal hochladen | Wohnhaus eines ehemaligen Bauernhofes, heute Mietshaus | Bockwaer Weg 7 (Karte)        | um 1850                                                      | Architektonisch anspruchsvoller Putzbau nahe der Kirche von baugeschichtlicher und städtebaulicher Bedeutung. Der Bauernhof ist nicht mehr erhalten, nur das städtisch wirkende Wohnhaus ist der letzte Zeuge des nicht mehr vorhandenen Bauernhofes, neoklassizistisches Gebäude, zweigeschossig, längsrechteckiger Grundriss, acht mal vier Fensterachsen, Sockel mit Porphyrtuffplatten verblendet, Erdgeschoss Putzquaderung, Obergeschoss Glattputz, profiliertes Fensterbankgesims, breit gelagerter Putzbau, Lisenen- und Pilastergliederung. Hofansicht: zwei flach vorspringende Seitenrisalite, regelmäßig angeordneten Rechteckfenstern mit Natursteinfenstereinfassung und waagerechten Fensterverdachungen, im Mittelteil Hauseingang mit aufwändigem repräsentativen Portal flankiert von Pilastern sowie mit waagerechter Verdachung, Haustür und Fenster nicht original erhalten, Konsolfries am Kranzgesims, die Giebelseiten sind in ähnlicher Weise gestaltet. Seitengebäude: die ursprünglich zum Hof gehörenden Wirtschaftsgebäude sind heute nicht mehr erhalten. Denkmalwert: baugeschichtlicher, baukünstlerischer Wert als Beispiel der Baukunst der Entstehungszeit sowie städtebaulicher Wert auf Grund der Lage unmittelbar gegenüber der Kirche. | 09231103 |
|                                         | Häusleranwesen bestehend aus Wohnhaus, Seitengebäude und Resten der Pflasterung | Muldestraße 7 (Karte)         | um 1800                                                      | Original erhaltene Gebäude in Fachwerkbauweise von baugeschichtlichem und stadtentwicklungsgeschichtlichem Wert. Häuslerhaus: rechteckiger Grundriss, zweigeschossig, Erdgeschoss massiv, vermutlich unterfahren, Fenster mit originalen Fenstergewänden mit Hohlkehlung, Schwelle des Obergeschosses unprofiliert, Fachwerk-Obergeschoss, Fenstergröße und -anordnung beibehalten, Obergeschoss verbrettert mit Bretterschrägen, Satteldach, Giebeldreieck verschiefert mit spitzwinkeliger Schablonendeckung. Seitengebäude: Erdgeschoss massiv mit Garageneinbau, Holztüren, Obergeschoss Fachwerk mit gezapften Streben, Satteldach, Giebeldreieck verkleidet, um 1800. Im Innenhof Hofpflasterung (Wirrpflaster), dieses Anwesen gehört zu den letzten erhaltenen Zeugnissen der ländlichen Bebauung des ehemaligen Dorfes Bockwa. | 09231539 |
| Weitere Bilder                          | Matthäuskirche | Muldestraße 19 (Karte)        | 1853–1856                                                    | Saalbau mit Westturm, im Stil der Neogotik, aufwändig gegliederter gestaffelter Putzbau mit reichem neogotischen Zierrat, kunstgeschichtlich, bauhistorisch und ortsbildprägend von Bedeutung. Die Matthäuskirche Bockwa liegt südlich des Stadtkernes von Zwickau am rechten Ufer der Zwickauer Mulde. Sie ist weithin sichtbar und ihr hoher Westturm beherrscht die Muldenaue ebenso wie die dem Flusslauf folgende stark frequentierte Fernverkehrsstraße B 93. Dem von Schneeberg Ankommenden und in Richtung Leipzig Reisenden prägt sie nicht nur die Silhouette der Stadt Zwickau, sondern präsentiert sich im Vorbeifahren selbst in stattlicher Größe. Die Matthäuskirche erhebt sich über einer Grundrissform, die an das griechische Doppelkreuz erinnert und in der Bedeutungsannäherung an das Crux gemina die Passions- und die Heilssymbolik sinnfällig macht. In der Achse des Kreuzlängsbalkens liegen das Westportal, der hohe Westturm, das mächtige Kirchenschiff und der aus dessen Ostfassade hervortretende Chor. Die Querbalken werden durch die den Turm wie den Chor flankierenden Treppenhäuser mit ihren vier Vorräumen gebildet. Die Vorräume sind ein- und die Treppenhäuser sind zweigeschossig. Abgetreppt, bilden die klar zueinander ins Verhältnis gesetzten Massen der einzelnen Baukörper der Querbalkenachse die Basis für das Emporstreben von Turm und Chor. Zwischen die östlichen Treppenhäuser wie eingespannt wirken die an einen Chorumgang gemahnenden eingeschossigen Anbauten im Osten. Sie sollen gegenüber der aufwendig gestaffelten Westfassade dem Ostteil das erforderliche Gewicht verleihen. Der Vielfältigkeit in den östlichen und westlichen Teilen steht eine fast streng anmutende Klarheit des Kirchenschiffes gegenüber. Es zeigt im Aufriss die schlichte Quadratform, die die schlanken ehemals fialenbekrönten Pfeilervorlagen und die gesimsgerahmte zweigeschossige Fensteranordnung etwas auflockern. Das unverkennbare Streben nach klarem Baumassenvortrag wird vermittels eines transparenten „Schmuckkleides“ liebevoll umwoben. Dieses besteht aus Strebepfeilern, Vorlagen, Lisenen, Fialen- und Helmbekrönungen, Balustraden, Zwerchgiebeln, Wimpergen, Blendarkaden, Gesimsen u. a. Die solcherart plastisch durchgebildete Fassade erhält durch die bewusst materialsichtig belassenen verschiedenen Werkstoffe – vor- und zurückspringende Putzflächen, Sandstein, keramische Bauteile, Schiefer, Holz, Schmiedeeisen u. a. – ein kontrastreiches einzigartiges Gepräge. Besonders hervorzuheben ist der Terrakottenschmuck, die reich gegliederte Kleinform im feinen Gewoge der Filigranbauteile. Sein Rot zeichnet mit dem Sandton des Putzes ein malerisches Bild. Die Matthäuskirche zu Bockwa wurde 1853 bis 1856 errichtet. Der Plan der Kirche geht auf Carl August Schramm zurück. Schramm wurde 1807 geboren. Er erhielt seine Ausbildung an der Dresdner Bauschule 1826–1829 und durch Karl Friedrich Schinkel in Berlin. Er kehrte in seine Heimatstadt Zittau als Lehrer und seit 1861 als Professor an der von ihm erbauten Baugewerkeschule zurück. Zudem bekleidete Schramm das Amt des Stadtbaudirektors. 1834 bis 1837 wurde die Zittauer Johanneskirche nach den Plänen K. Fr. Schinkels gebaut. Diese uneingeschränkte persönliche Leistung Schinkels ist dessen wichtigster und zukunftswirksamster Beitrag zum sächsischen Kirchenbau. Er fand an der Johanniskirche zur Verquickung neugotischer Formen mit denen des Rundbogenstiles. Sein leitender Architekt in Zittau war C. A. Schramm. Wie stark die Bindung Schramms zu seinem großen Lehrherren war, zeigt z. B. die von ihm entworfene und errichtete Kirche 1848–1850 in Dittersdorf, Kreis Zittau. Er führte vorzugsweise den von Schinkel erprobten Rundbogenstil hier fort und dekorierte den Turm in gotisch-schinkelscher Manier. Die helmbekrönte fialenartige Pfeilerzier scheint Lösungen von Bockwa vorweg zu nehmen. In Bockwa ist C. A. Schramm drei Jahre später dann ganz Neugotiker. Er greift mit dem Terrakottenschmuck stark in den Zierratenschatz Schinkels und schuf damit den ersten reinen Kirchenbau der Neugotik in Sachsen. Der Import der Detailformen aus Brandenburg-Preußen mag ein Grund dafür sein, weshalb von der zur Kirche gehörigen Gebäudegruppe abgesehen, die Formensprache des Kirchenbauwerkes in Sachsen einmalig blieb. | 09231542 |
| Direkt Bild zu diesem Denkmal hochladen | Bauernhof bestehend aus Wohnhaus (Villa) und drei Seitengebäuden | Muldestraße 57 (Karte)        | 1896                                                         | Spätes ländliches Bauerngut in sehr gutem Originalzustand, Villa von baukünstlerischer Bedeutung, Hofanlage von sozial- und baugeschichtlicher Bedeutung. Um einen Hof gruppierte Anlage mit städtischem Wohnhaus und drei im rechten Winkel zueinander angeordneten Wirtschaftsgebäuden. Gegenüber dem Wohnhaus eingeschossiges Gebäude mit Stallungen und ehemals Schmiede: rotes Ziegelmauerwerk verziert mit gelb glasierten Ziegeln sowie Ziegelbändern, Krüppelwalmdach, zwei Wirtschaftsgebäude: jeweils im rechten Winkel zum Wohnhaus stehend, zweigeschossig mit Schiebetor bzw. einfachen Drehflügeltoren, roter Klinker, Fassadendekoration durch gelb glasierte Ziegelbänder sowie Würfelfries, beide mit Krüppelwalmdach, das eine Gebäude mit kleinen dreieckigen Gauben. Hofbaum: in der Mitte der Anlage stehend. Villa: Neorenaissancebau auf rechteckigem Grundriss mit Vor- und Rücksprüngen, Sockel Naturstein-Polygonmauerwerk – teilweise an den Ecken Bossenquaderungen sowie an den Längsseiten Putznutungen, Fassade gelbe Klinkerverblender, die Fassade weiterhin mit Porphyr- sowie Sandsteinfenstereinfassungen und Gesimsen aus dem gleichen Stein verziert, schlichte Fenstereinfassungen mit Überschlaggesims, Straßenfassade mit risalitartigem Vorsprung – dort an der Ecke im ersten Erker über rechteckigem Grundriss mit Karyatiden verziert sowie aufwändigem turmartigem Abschluss – dieser nur noch teilweise erhalten, an gleicher Stelle repräsentativ ausgebildete Fenstergruppen durch Natursteineinfassungen und Zierrat dekoriert, an der Hofseite aufwändiges Sitznischenportal – Neorenaissance mit Vasen und Engelköpfen dekoriert sowie Muschelornamenten, an der Südseite laubenartiger Holzvorbau im Erdgeschoss über polygonalem Grundriss mit dekorativen Knaggen und flachem Pyramidenhelm, daran Gartentreppe mit Eisengeländer, Haus abgeschlossen durch Walmdach, im Inneren originale Fliesen, originaler Treppenantritt massiv und geschweift, danach Treppengeländer vermutlich aus den 1930er Jahren, Wohnungstüren auch aus den 1930er Jahren. | 09300125 |
| Direkt Bild zu diesem Denkmal hochladen | Einzeldenkmale der Sachgesamtheit Friedhof: Gräber der Kohlebauern, Erbbegräbnisse, Kriegerdenkmal für die Gefallenen des Ersten Weltkrieges, Friedhofskapelle, Gräberfeld für Gefallene des Zweiten Weltkrieges (siehe auch Obj. 09231391, gleiche Anschrift)                                                                                 | Muldestraße 75 (Karte)        | nach 1945 (Gräberfeld für Gefallene des Zweiten Weltkrieges) | Denkmale von stadtgeschichtlicher und teilweise auch künstlerischer Bedeutung. Grabmale/Erbbegräbnisse: 1. Erbbegräbnis Fam. Würker, 1921, Grabmal aus Sandstein mit Einfriedung zum Teil aus Schmiedeeisen, Wandstelle, 2. Erbbegräbnis Fam. Kästner, um 1890, Grabmal aus Sandstein mit geschliffenen roten Granitsäulen im Stil der Neorenaissance, Wandstelle, 3. Erbbegräbnis Fam. R. Reinhold, um 1915, Grabmal aus Sandstein mit Einfriedung zum Teil aus Schmiedeeisen, verziert mit Rosenkörben, hergestellt durch Bildhauer P. Hempel aus Dresden-Tolkewitz, Wandstelle, 4. Erbbegräbnis Fam. C. G. Sarfert, um 1890, Grabmal aus Sandstein mit Sarkophag und Kreuzstelle, Wandstelle, 5. Erbbegräbnis Fam. Ehrhardt, um 1890, Grabmal aus Sandstein mit zwei Reliefs aus weißem Marmor (jeweils ein Engel) von R. Henze, Wandstelle, 6. Erbbegräbnis Fam. C. Ebert, um 1890, Grabmal aus Sandstein mit Reliefdarstellung „Anbetung“ und geschliffenen Granitsäulen, Wandstelle, 7. Erbbegräbnis Fam. Möckel, Gründer der Königin Marienhütte, 1953, Grabmal aus Theumaer Schiefer, außerhalb des eigentlichen Friedhofes, Wandstelle, 8. Erbbegräbnis Fam. G. A. Wiede, Bergrat und Kommerzienrat, 1911, Grabmal aus Sandstein mit Tafeln aus blauem geschliffenem Granit und Einfriedung zum Teil aus Schmiedeeisen von Bernhard Gläser aus Zwickau, Wandstelle, 9. Erbbegräbnis Fam. A.M. Klötzer, königl.-sächs. Bergrat und Major D. L. A. D., 1930, Grabmal aus Muschelkalk, Wandstelle 10. Erbbegräbnis Fam. Friedrich Kästner, Porzellanfabrikant, 1924, Grabmal aus Sandstein, Wandstelle, 11. Erbbegräbnis Fam. Sarfert, 1922, Grabmal aus Muschelkalk mit Bronzeplastik „Trauernde“ auf einer Bank sitzend, zwei bronzenen Deckelgefäßen und Einfriedung zum Teil aus Schmiedeeisen, Wandstelle, 12. Erbbegräbnis Fam. Ferdinand Kästner, Bergwerks- und Gutsbesitzer, 1915, Grabmal aus Sandstein in Form eines angedeuteten Grufthauses mit leicht geöffneter Türattrappe in der Rückwand mit Einfriedung, Wandstelle, 13. Erbbegräbnis Fam. C. H. Bley, Bergverwalter, 1907, Grabmal aus Sandstein im Stil der Neogotik mit Einfriedung aus Schmiedeeisen, Wandstelle, 14. Erbbegräbnis Fam. C. E. Wächter, königl. Kommerzienrat und Bergwerksdirektor, 1922, Grabmal aus Sandstein mit Einfriedung, Wandstelle, 15. Erbbegräbnis Dietel, Spinnereibesitzer, heute Gemeinschaftsgrabanlage, Wandstelle, LVIII/50/8 16. Erbbegräbnis Familie Kloetzer, vor 1940. Gebäude: - Kapelle mit Buntglasfenstern, Ziegelrohbau in aufwendiger Verarbeitung mit Bändern, Friesen, Lisenen etc., um 1890. Kriegerdenkmale/Soldatengräber: - Kriegerdenkmal Erster Weltkrieg, Findling mit Inschrift: „1914 – 1918 Ihren Helden die dankbare Heimat“, - Gräberfeld Zweiter Weltkrieg. | 09301299 |
| Direkt Bild zu diesem Denkmal hochladen | Sachgesamtheit Friedhof mit Gräbern der Kohlebauern, weiteren Erbbegräbnissen, Kriegerdenkmal, Kapelle, Grabfeld für Gefallene des Zweiten Weltkrieges (alle Einzeldenkmale – siehe Obj. 09301299, gleiche Anschrift), der Einfriedung (Sachgesamtheitsteil) und der gärtnerischen Friedhofsanlage mit Wegeführung und Alleen (Gartendenkmal). | Muldestraße 75 (Karte)        | um 1875                                                      | Anlage von stadtgeschichtlicher und auch künstlerischer Bedeutung. | 09231391 |
| Direkt Bild zu diesem Denkmal hochladen | Wohnhaus eines Bauernhofes | Untere Kohlenstraße 1 (Karte) | 18. Jh.                                                      | Gut erhaltenes Fachwerkgebäude von baugeschichtlicher, sozialgeschichtlicher und stadtentwicklungsgeschichtlicher Bedeutung. Letztes Gebäude eines vermutlich ursprünglich vorhandenen Bauernhofes, rechteckiger Grundriss, zweigeschossig, Erdgeschoss massiv, Fensteranordnung und Größe dort vermutlich beibehalten, Fachwerk-Obergeschoss verkleidet, Satteldach mit Aufschieblingen, Mitteleingang mit kleiner Freitreppe, beiderseits des Hauseingangs zwei kleine Fenster, die zur Belichtung des Flurs dienten, Haustür vorbildgerecht erneuert, einflügelig mit schmalem Oberlicht, gesprosst, Fensteranordnung im Obergeschoss regelmäßig, vermutlich Größe beibehalten oder nur leicht vergrößert, in Kubatur und Gestaltung original erhaltenes Gebäude als Zeugnis der ländlichen Bauweise des ehemaligen Dorfes Bockwa von stadtentwicklungsgeschichtlicher Bedeutung. | 09231604 |